# Andrea Galaverna
Andrea Galaverna (Cuneo, 18 febbraio 1994) è un pallavolista italiano, schiacciatore e opposto del Cuneo.

## Carriera

### Club
La carriera di Andrea Galaverna inizia nelle giovanili del Piemonte, ottenendo anche qualche convocazione in prima squadra durante la Champions League 2011-12.
Esordisce nella pallavolo professionistica nella stagione 2013-14 con il Corigliano Volley, in Serie A2, mentre nella stagione successiva, dopo essere stato acquistato dalla Powervolley Milano, viene ceduto in prestito al Segrate, disputando la Serie B1.
Nella stagione 2015-16 gioca per la Powervolley Milano, in Superlega, anche se poche giornate dopo l'inizio del campionato viene ceduto ancora in prestito, questa volta alla Materdomini di Castellana Grotte, nella serie cadetta: torna nuovamente al club di Milano per la stagione 2016-17.
Nell'annata 2017-18 si accasa al Cuneo, in Serie B: milita nella squadra piemontese anche nella stagione 2018-19 in Serie A2, in quella 2019-20 in Serie A3 e in quella 2020-21, nuovamente nella serie cadetta.

## Nazionale
Nel 2011 viene convocato nella nazionale italiana Under-19, mentre nel 2012 in quella Under-20.